# Csík vármegye
Csík vármegye (románul: Comitatul Ciuc, németül: Komitat Tschik, latinul: Comitatus Csikiensis) Magyarország egyik vármegyéje volt Erdély keleti határán 1876 és 1918, majd 1940 és 1945 között. Székhelye Csíkszereda volt.

## Földrajz
Az egykori Csík vármegye területe túlnyomóan hegyes vidék. Keleti részét a Gyergyói-havasok és a Csíki-havasok foglalják el. Mindkettő túlnyomóan erdős magashegység. Legmagasabb csúcsai a Nagy-Hagymás (1793 m), a Fekete-Hagymás (1771 m) és a Ló-havas (1611 m). E hegycsoportoktól nyugatra három terjedelmes medence terül el, egyik a Gyergyói-medence a volt vármegye északnyugati részében a Maros mindkét partján. A Maros forrásvidékén emelkedő dombok (870 m) ettől elválasztják a Felcsík nevű kisebb medencét, amelyet viszont a csíkszeredai dombok különítenek el az Alcsík síkságától. Mindkét sikság az Olt és mellékfolyói mentén terül el, és együtt alkotják a Csíki-medencét.
Északon Beszterce-Naszód vármegye, nyugaton Maros-Torda vármegye és Udvarhely vármegye, délen Háromszék vármegye, keleten és északkeleten pedig Moldva határolta.

## Lakosság
A vármegye összlakossága 1880-ban 110 940 személy volt, ebből 83,7% magyar, 11,6% román, 0,4% német. 1910-ben a népesség 145 720 fő volt, melyből 86,4% magyar, 12,4% román és 0,7% német.

## Történelme
A történelmi Csíkszék, beleértve Gyergyó és Kászon fiúszékeket is a Székelyföld egyik közigazgatási egysége volt, melynek sajátos jogállása 1871-ben szűnt meg, az 1876-os megyerendezés során pedig elnevezése is megváltozott, ezzel jött létre Csík vármegye.
Az I. világháború végén, 1918-ban a terület román uralom alá került, amit az 1920-as trianoni békeszerződés tett véglegessé. Az 1940-es második bécsi döntés Csík megyét is Magyarországnak ítélte, de ez az átmeneti helyzet 1944-ben ismét megszűnt.
Románia közigazgatási beosztásának 1968-as reformja során a tartományok helyét ismét megyék vették át, ezek azonban a korábbiaknál nagyobbak voltak. Az ekkor létrejött magyar többségű Hargita megye lényegében az egykori Csík és Udvarhely vármegye területét foglalja magába.

## Közigazgatás
Csík vármegye 1910-ben az alábbi járásokra oszlott:
- Felcsíki járás
- Gyergyószentmiklósi járás
- Gyergyótölgyesi járás
- Kászonalcsíki járás
- Szépvizi járás

E járásokon kívül két rendezett tanácsú város is tartozott hozzá:
- Csíkszereda
- Gyergyószentmiklós

## Képek

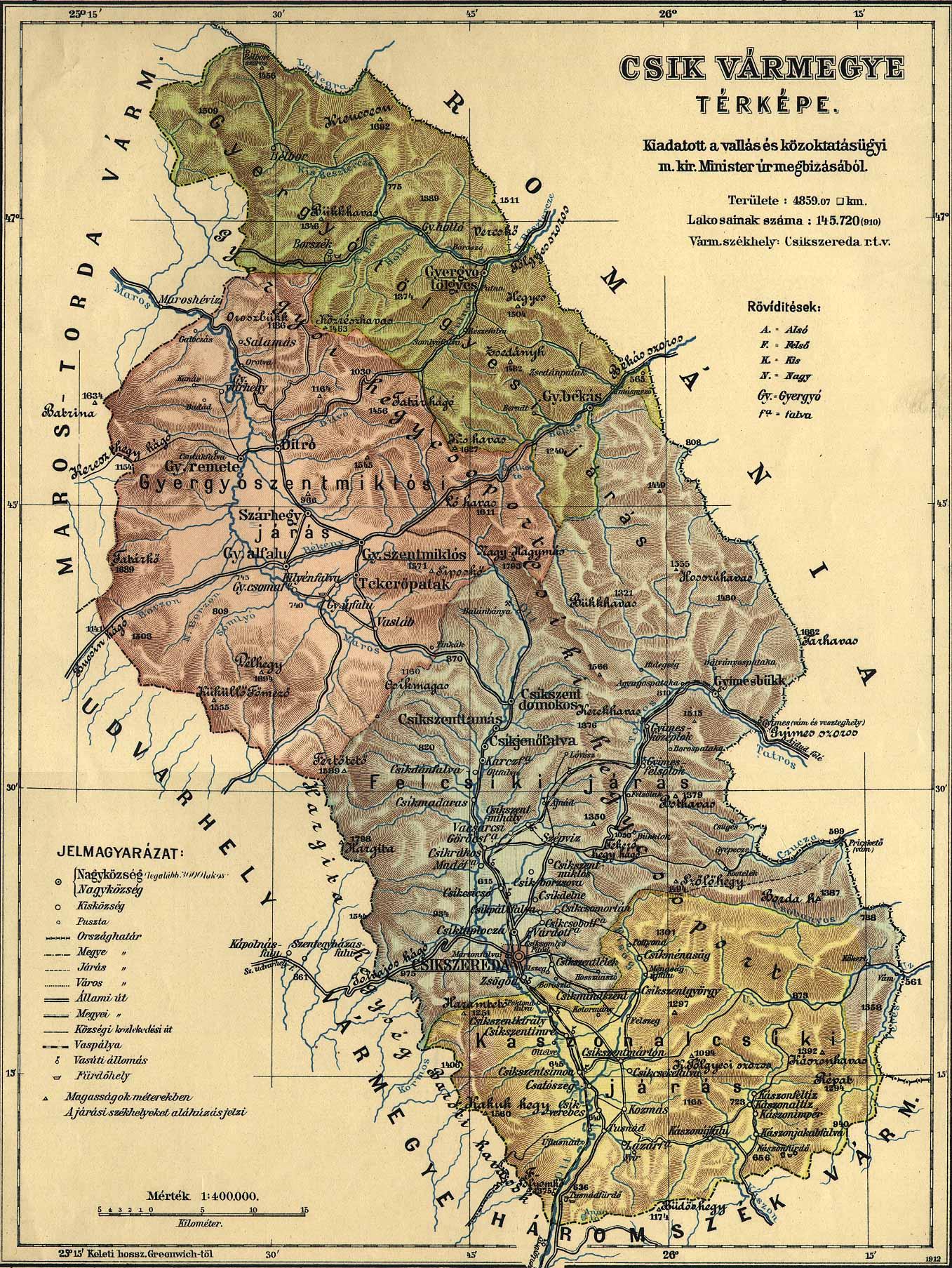
Csík vármegye közigazgatási térképe 1910-ből
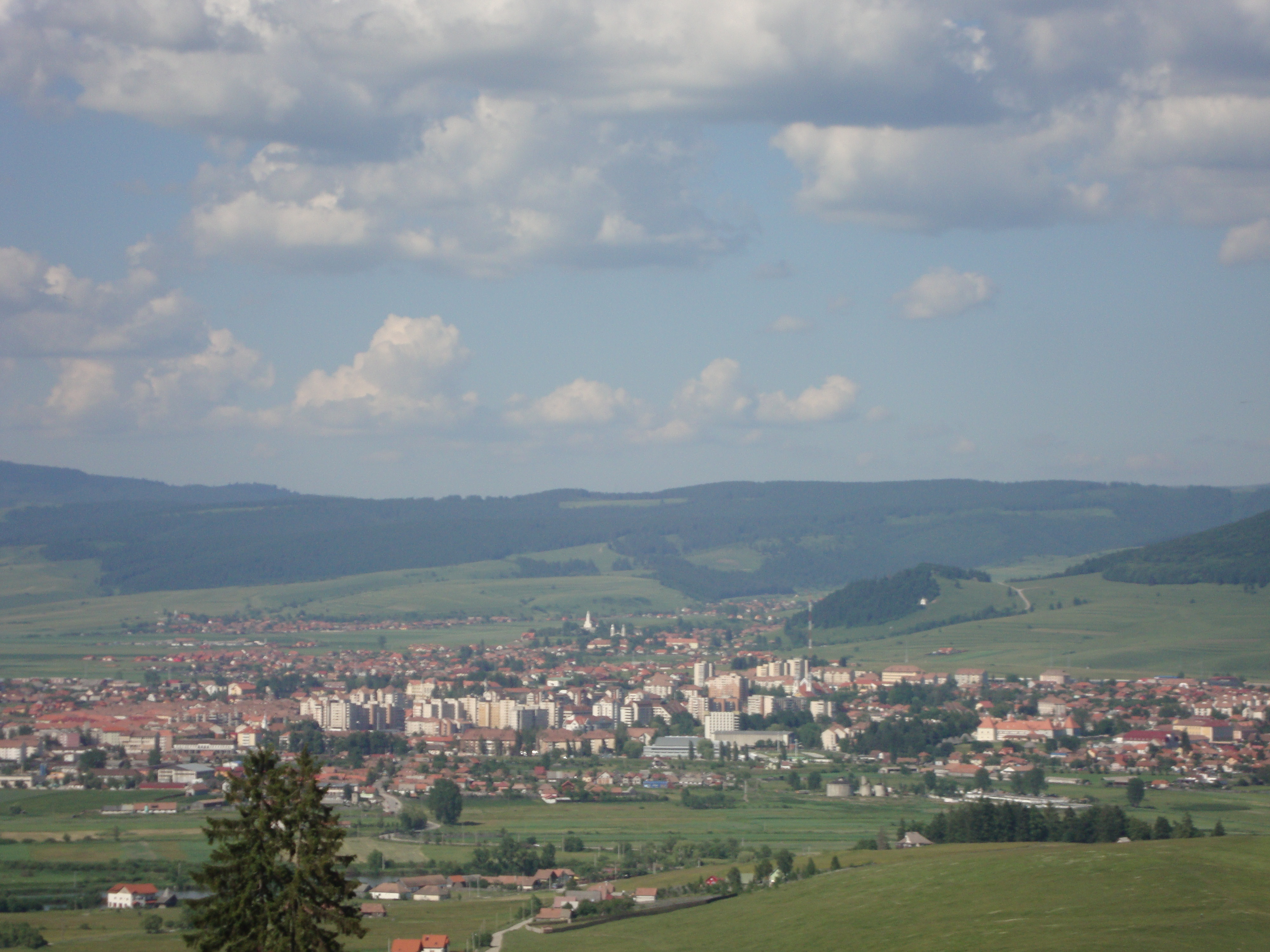
Csíkszereda napjainkban
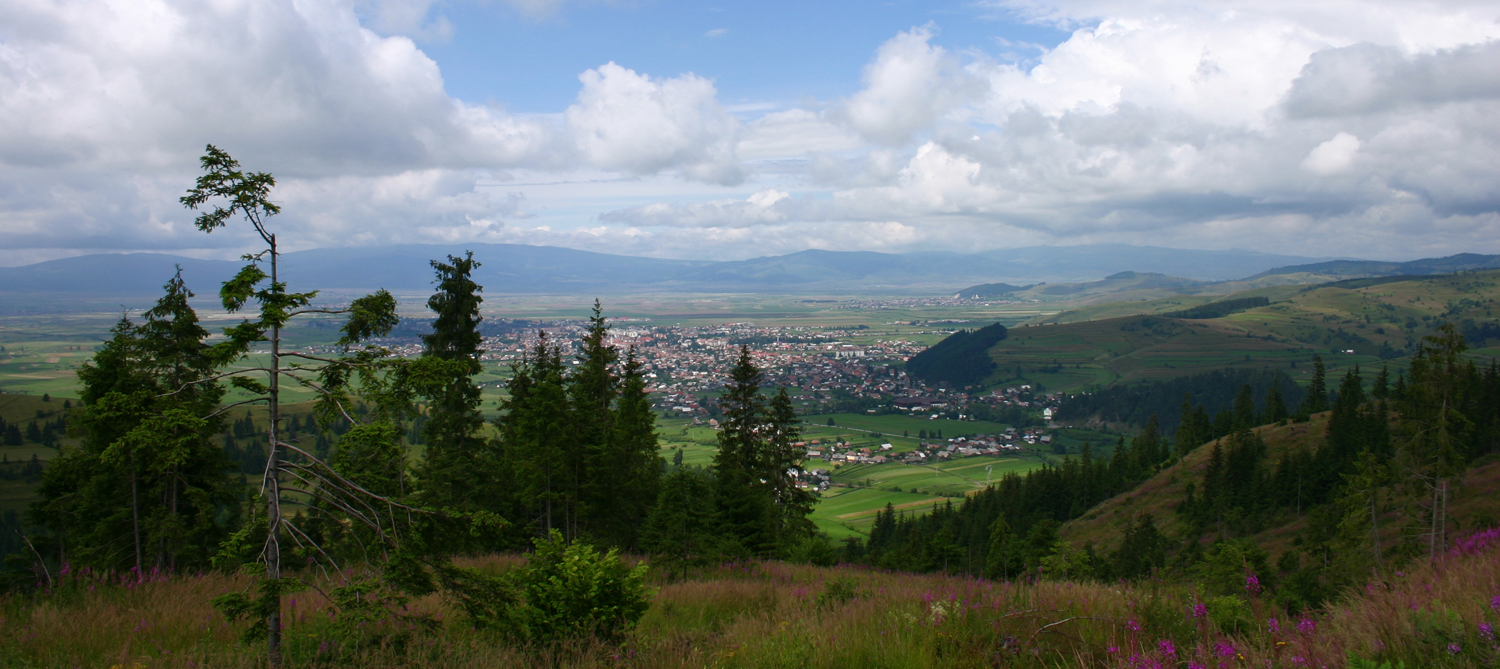
Gyergyószentmiklós napjainkban